# Rogério Sampaio
Rogério Sampaio   (Santos, 12 de setembre de 1967) és un judoka brasiler, ja retirat, guanyador d'una medalla olímpica.
El 1992 va prendre part en els Jocs Olímpics d'Estiu de Barcelona, on guanyà la medalla d'or en la competició del pes semi lleuger del programa de judo. Va dedicar la seva medalla al seu germà Ricardo, que va lluitar als Jocs Olímpics d'Estiu de 1988 i es va suïcidar el 1991 després d'un desengany amorós.
En el seu palmarès també destaquen una medalla de bronze en el Campionat del Món de judo de 1993 i dues medalles d'or en els Campionats Panamericans de judo, el 1986 i 1988.
Les lesions van impedir que participés en els Jocs Panamericans de 1995 i els Jocs Olímpics d'Estiu de 1996. Es va retirar de la competició internacional el 1998. Des d'aleshores dirigeix un dojo. També forma part del Comitè Olímpic Brasiler.